# Sinophorus columbiensis
Sinophorus columbiensis är en stekelart som beskrevs av Sanborne 1984. Sinophorus columbiensis ingår i släktet Sinophorus och familjen brokparasitsteklar. Inga underarter finns listade i Catalogue of Life.